# Институт уха
Институт уха Хауса (англ. House Ear Institute; до 1990 — «Otologic Medical Group») — научно-исследовательский институт, некоммерческая организация, расположенная в Лос-Анджелесе, США. Основан в 1946 году Ховардом П. Хаусом (англ. Howard P. House). Институт занимается исследованием слуховой системы от слухового прохода до коры головного мозга более 62 лет.
Учёные института исследуют различные виды нарушений слуха и ушных заболеваний на клеточном и молекулярном уровне, изучают комплексное взаимодействие между головным мозгом и слуховой системой. Также работают над улучшением слуховых аппаратов и слуховых имплантатов, методов диагностики, лечения и врачебного вмешательства. Институт занимает одно из ведущих мест в мире по изучению причин нарушения слуха и равновесия, совершенствованию методов хирургического лечения заболеваний уха и протезирования.
Институт основан после войны в 1946 году Ховардом П. Хаусом. В 1956 году к его работе присоединяется его младший сводный брат Уильям Ф. Хаус. В 1958 году к ним присоединились ещё два хирурга: Джеймс Шихи и Фред Линтикум. Таким образом сформировалась «Otologic Medical Group». В 1961 году Уильям Ф. Хаус провел в этом институте имплантацию слуховых аппаратов первым трем пациентам (одноканальный кохлеарный имплант). Кроме того, Уильям Ф. Хаус занимался разработкой транслабиринтного доступа при лечении невриномы слухового нерва.. В 1990 году «Otologic Medical Group» сменила название на «Институт уха Хауса».

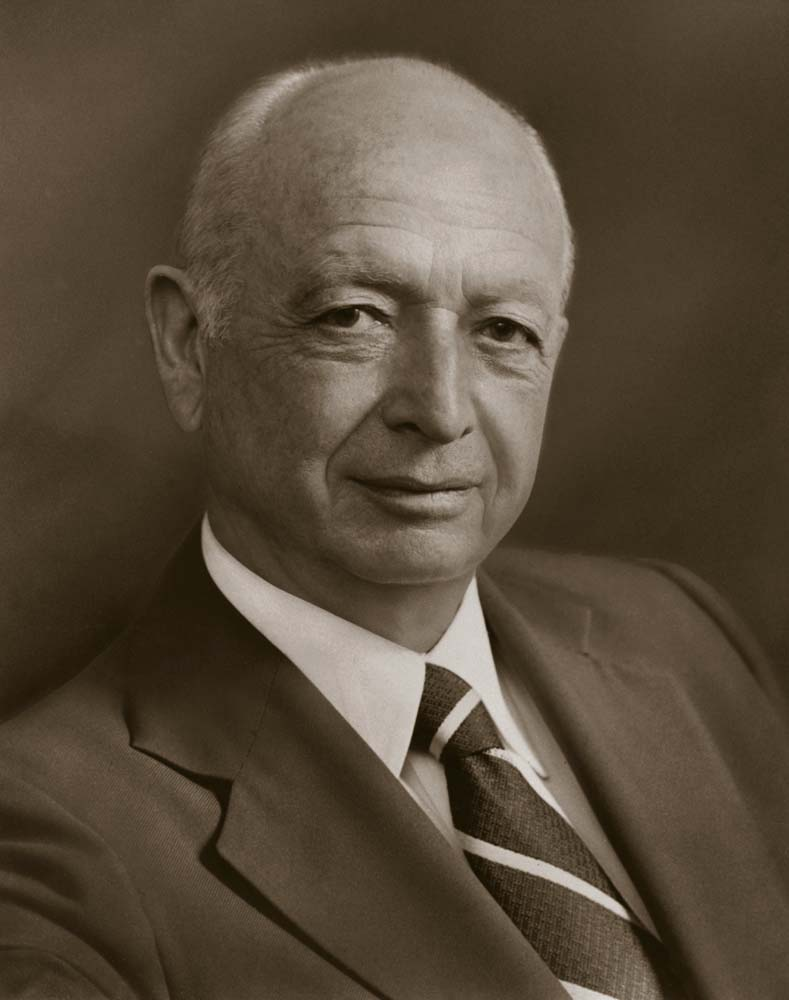
Ховард П. Хаус
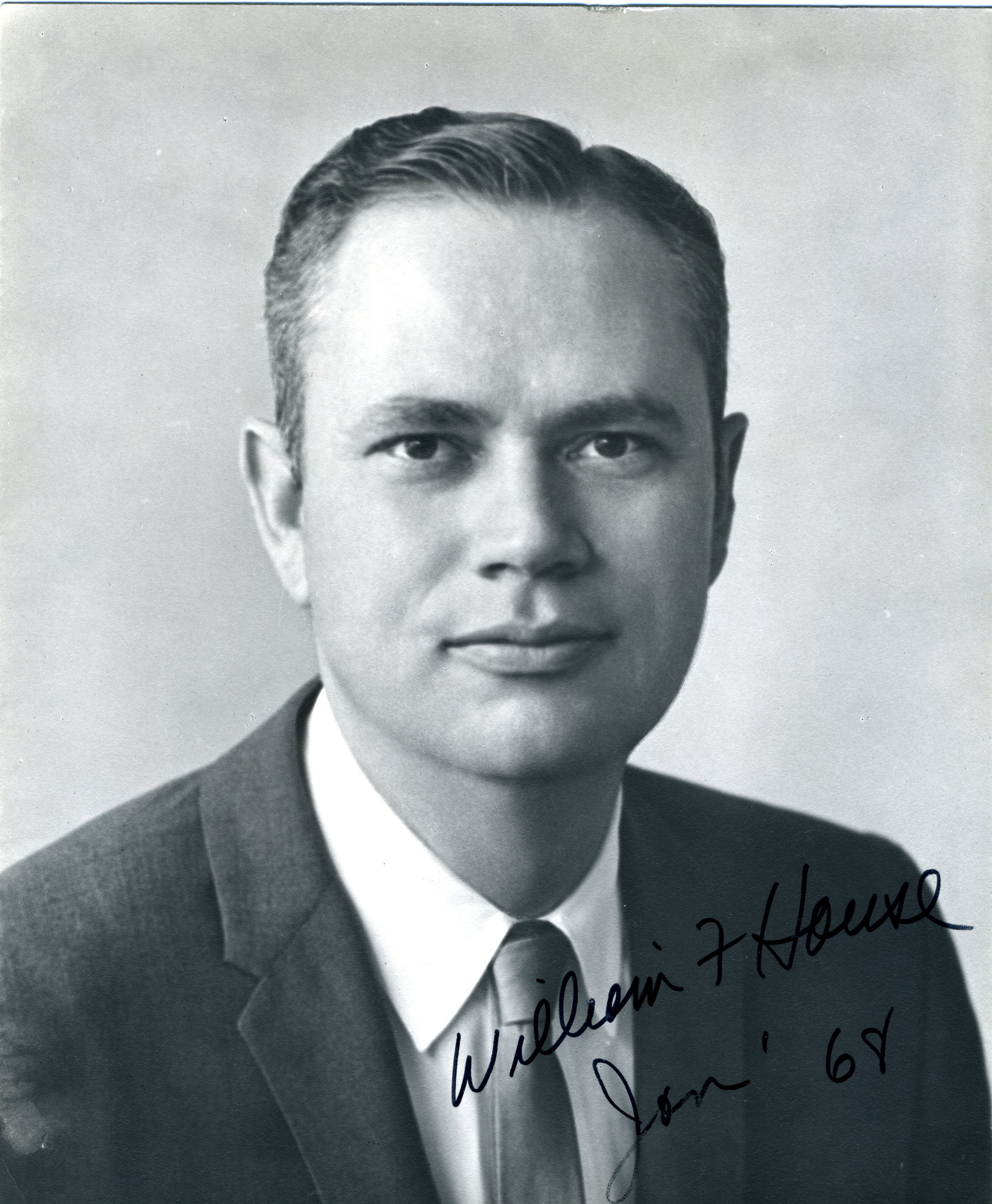
Уильям Ф. Хаус

Институт делится своими знаниями с научной и медицинской общественностью, а также с широкой общественностью, благодаря развитым образовательным и информационным программам.